# Weiding (Landkreis Schwandorf)

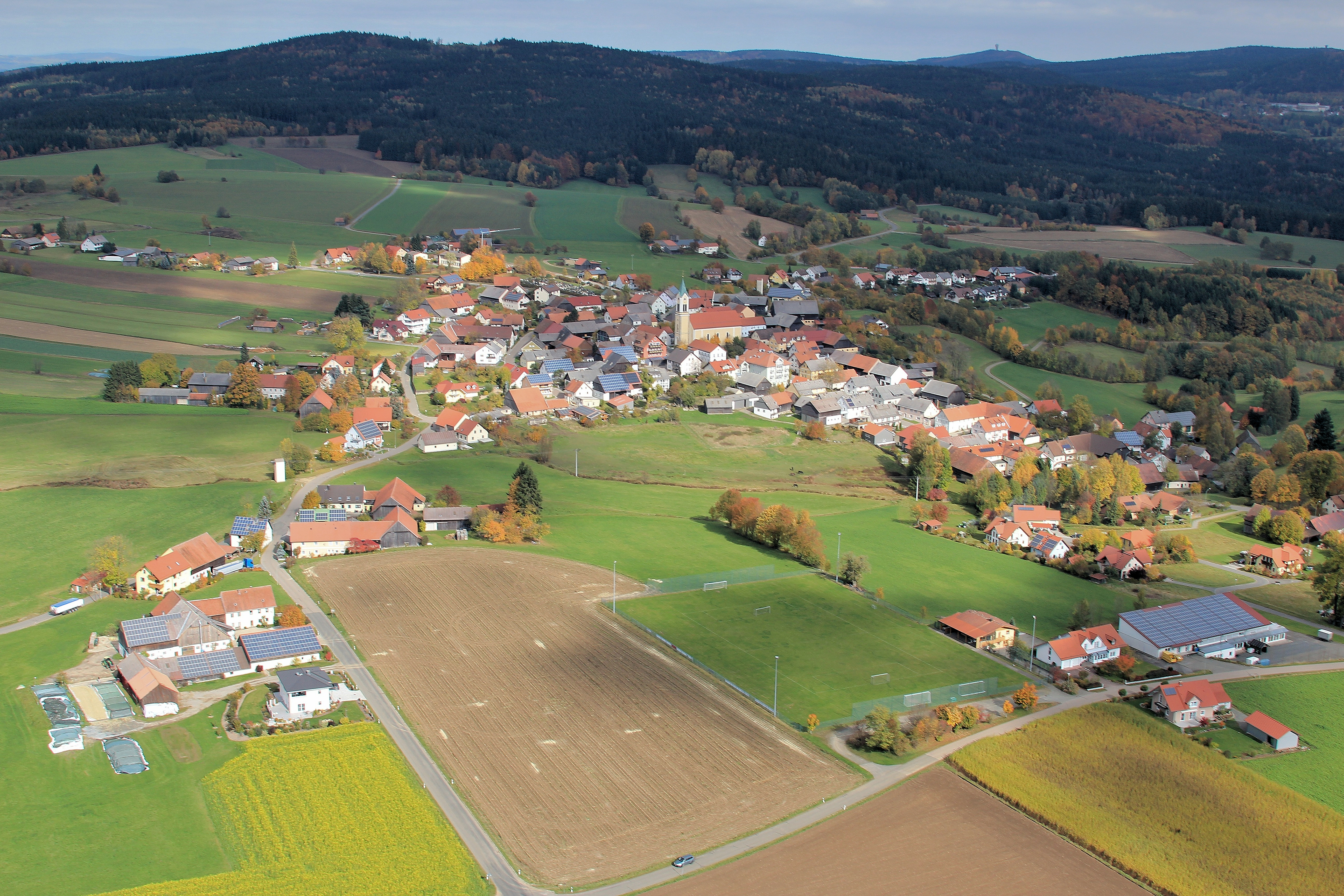
Weiding (2017)

Weiding ist eine Gemeinde im Oberpfälzer Landkreis Schwandorf. Die Gemeinde ist Mitglied der Verwaltungsgemeinschaft Schönsee.

## Geographie

### Lage
Weiding liegt in der Region Oberpfalz-Mitte an der Staatsstraße 2154 am östlichen Hang des 835 m hohen Frauensteins.

### Nachbargemeinden
Die Nachbargemeinden (im Uhrzeigersinn) sind: Schönsee, Stadlern, Tiefenbach und Winklarn.
| Schönsee 3 km | Schönsee 3 km                               | Stadlern 4 km   |
| Winklarn 9 km | Kompassrose, die auf Nachbargemeinden zeigt | Tiefenbach 5 km |
| Winklarn 9 km | Tiefenbach 5 km                             | Tiefenbach 5 km |

### Gemeindegliederung
Es gibt sechs Gemeindeteile (in Klammern ist der Siedlungstyp angegeben):
- Andreasthal (Einöde)
- Preißhof (Weiler)
- Sägmühle (Einöde)
- Unterlöwenthal (Weiler)
- Weiding (Pfarrdorf)
- Wirthsmühle (Einöde)

Weitere Orte:
- Frauenthal (Einöde)
- Reimermühle (Einöde)

Es gibt nur die Gemarkung Weiding.

## Geschichte

### Bis zur Gemeindegründung
Im Altlandkreis Oberviechtach ist der Ort Weiding der einzige Ort mit der Endung -ing. Dies deutet auf eine frühe, deutschsprachige Besiedlung vor der Jahrtausendwende im Nordgau (Bayern) hin. Diese Ortsendung -ing, ein Zugehörigkeits-Suffix zu einer Personengruppe, ist im Raum Niederbayern öfter verbreitet. Zahlreiche frühere Siedlungen in der Region des Altlandkreises erfolgten durch Slawen, wie Teunz und Gleiritsch, die zu den ältesten Siedlungen im Altlandkreis Oberviechtach vor der Christianisierung zählen.
Der Ort Weiding gehörte in Erbuntertänigkeit zur Burg Frauenstein (Weiding), deren Anfänge im Dunkeln liegen. Herzog Heinrich von Niederbayern kaufte in der zweiten Hälfte des 13. Jahrhunderts die Herrschaft Frauenstein von Fredrich dem Sigenhofer.:S. 13 „Aber ze Weiding ein gemawert chirchen vnd sol ein stat sein, da gehoernt XXVI dorffer zvo vnd ligent oede“. Die Textstelle besagt, dass im Herrschaftsbereich um Weiding, das eine gemauerte Kirche hatte, die zugehörigen Dörfer weitgehend verödet waren. Im 14. Jahrhundert wurde Frauenstein und damit das Dorf Weiding ein Lehensgut des Länder der Böhmischen Krone.:S. 14 Als weitere Besitzer folgten die Satzenhofer, Zenger, Fuchs (Adelsgeschlecht) und die vom Haus Murach. „Am 29. Januar 1580 belehnte Kaiser Rudolf II. (HRR) den Andreas Georg von Murach auf Kürnberg und Winklarn und seine Frau Anna, Tochter des verstorbenen Hans Fuchs zum Schneeberg, mit den zwei öden Burgen Frauenstein und Reichenstein, dem Städtlein Schönsee und den Dörfern Weiding etc“.:S. 15 Am 26. November 1605 bekam Hans Friedrich Fuchs einen kaiserlichen Lehensbrief. Zu seinen Besitzungen zählten die Burgen Frauenstein und Reichenstein, heute Burgruine Reichenstein, die erbuntertänige Stadt Schönsee, Weiding, Pondorf, Gaisthal, Schönau, Stadlern und Schwand mit dem Eisenhammer. In den folgenden Jahrzehnten wechselte Weiding häufig seinen Besitzer, bis es 1803 während der Säkularisation in Bayern durch Versteigerung an Wilhelm Freiherr von Eckart kam.
Im Jahre 1805 endete durch den Frieden von Preßburg das böhmische Kronlehen und die damit verbundenen Streitigkeiten zwischen dem Königreich Böhmen und dem Kurfürstentum Bayern. Weiding gehörte 1807 bis 1918 zum Königreich Bayern; 1818 entstand die heutige Gemeinde Weiding.

### 19. und 20. Jahrhundert
Im Jahre 1828 starb der Herrschaftsinhaber Wilhelm Freiherr von Eckart. Seine Tochter Katharina Eugenie, mit dem französischen Generalleutnant Carl Du Moulin verheiratet, wurde seine Erbin. Dadurch kam Weiding und die ehemalige Herrschaft Frauenstein mit dem Ort Winklarn in den Besitz der Grafen Du Moulin-Eckart, deren Nachkomme Karl Leon Du Moulin-Eckart (1900–1991) im Schloss zu Winklarn (Oberpfalz) und auf Schloss Bertoldsheim ansässig war.
Das Revolutionsjahr 1848 brachte durch die Bauernbefreiung das Ende der Grundherrschaft in Erbuntertänigkeit auch im Königreich Bayern. Die bisherigen Abgaben an den Grundherren wurden zu Steuern an die allgemeine Verwaltung. Die Hand- und Spanndienste und sonstige Gepflogenheiten entfielen. Die Gerichtsbarkeit ging auf ein Rechtssystem im Königreich Bayern über. Die Grafen Du Moulin-Eckart behielten das Präsentationsrecht für die Pfarreien Schönsee, Weiding und das Benefizium Stadlern im Bistum Regensburg bis nach dem Ende des Ersten Weltkriegs 1918 und bis zum Ende des Königreichs Bayern.

### Religion

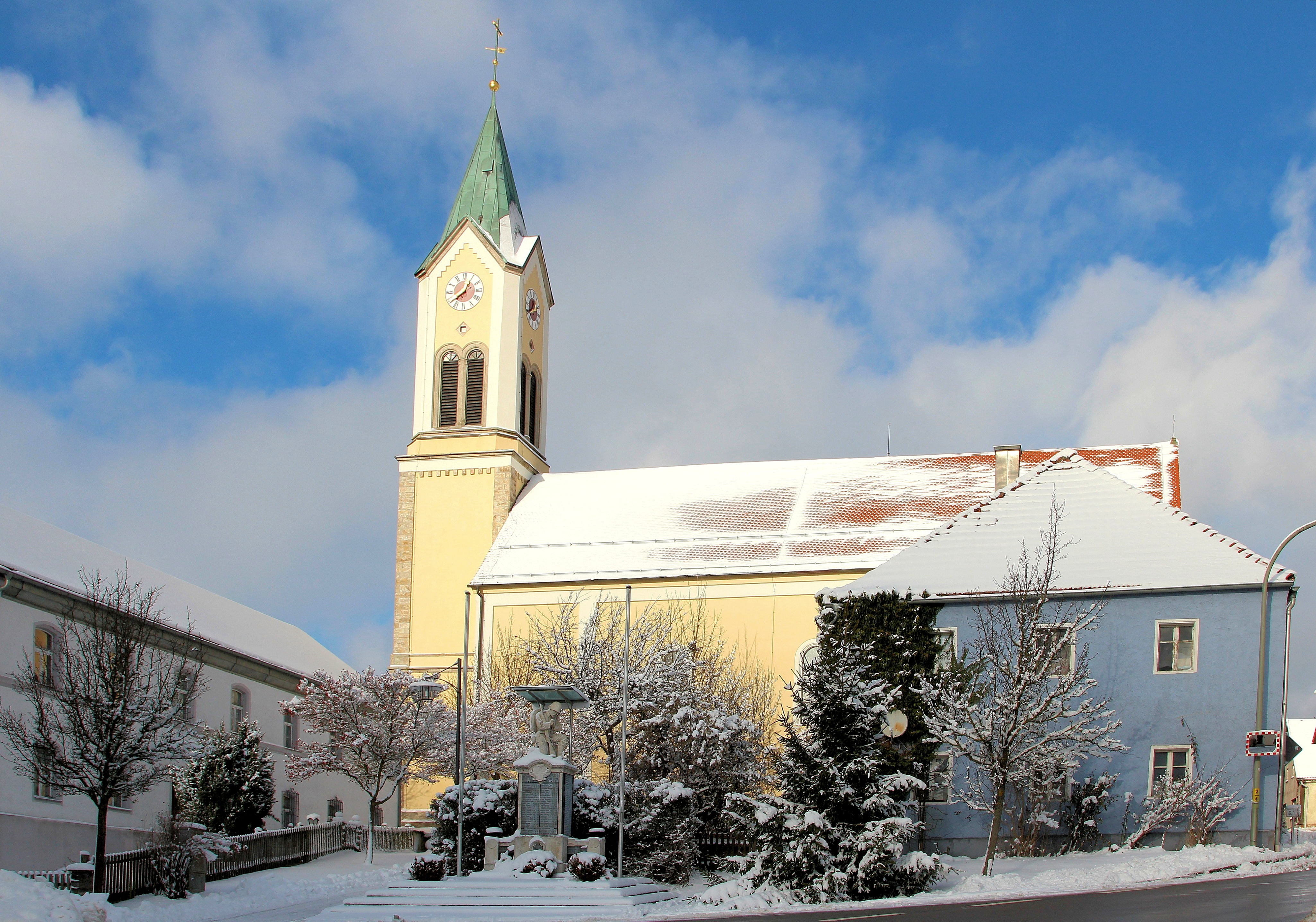
Kirche St. Nikolaus (2017)

Zur Pfarrei Weiding im Dekanat Neunburg-Oberviechtach, Bistum Regensburg mit der Kirche Sankt Nikolaus gehören Hannesried mit der Kirche Sankt Michael, Schönau mit der Kirche Sankt Laurentius und die Dörfer, Weiler und Einöden:
- Andreasthal
- Frauenthal
- Hammerthal
- Hannesrieder Drath
- Hannesriedermühle
- Hüttensäge
- Kagern
- Lenkenthal
- Perlthal
- Preißhof
- Reimermühle
- Sägmühle
- Schönauer Drath
- Unterlöwenthal
- Wirthsmühle

Durch Investiturbriefe des Klosters Sankt Emmeram aus dem 15. Jahrhundert wird belegt, dass in Weiding damals eine römisch-katholische Pfarrei mit einem eigenen Pfarrer bestand. Die Kirche war dem heiligen Nikolaus von Myra geweiht.
Nach dem Augsburger Reichs- und Religionsfrieden des Jahres 1555, als sich der bayerische Kurfürst Ottheinrich von Pfalz-Neuburg dem evangelisch-lutherischen Bekenntnis der Reformators Martin Luther angeschlossen hatte, fand dessen Glaubensbekenntnis auch in Weiding und Umgebung viele Anhänger. Katholische Priester wurden in dieser Zeit zum Verlassen des Ortes gezwungen. Von 1555 bis 1628 war Weiding in drei Generationen evangelisch-lutherisch.
Als Kurfürst Maximilian I. von Bayern während des Dreißigjährigen Krieges (1618–1648) und der Rekatholisierung in Bayern in Weiding 1628 den katholischen Glauben wieder einzuführen begann, weigerte sich der damalige evangelisch-lutherische Herrschaftsbesitzer Hans Friedrich Fuchs von Wallburg als Kirchenpatron in Weiding römisch-katholische Geistliche in seiner Herrschaft aufzunehmen, die evangelischen Geistlichen zu vertreiben und selbst das Glaubensbekenntnis zu wechseln. Erst als dessen Sohn Hans Christoph Fuchs von Wallburg nach dem Tode seines Vaters nach Nürnberg zog, erreichte die Gegenreformation auch Weiding. Wenn sich Familien in Weiding weigerten, zum katholischen Glauben zu konvertieren, wurden sie mit Zwangsmaßnahmen wie Bußgeldern, Hausdurchsuchungen und Beschlagnahme evangelischer Schriften dazu gezwungen oder mussten unter Rücklassung ihres Eigentums Weiding verlassen.
Von 1628 bis zur Säkularisation in Bayern im Jahr 1807 war Weiding eine Filialkirche der Pfarrei Schönsee im Bistum Regensburg.
Im Jahre 1807 wurde die Pfarrei Weiding neu errichtet mit Pfarrer Anton Hutschenreuther als erstem Pfarrer. Im Jahr 1807 hatte die Pfarrei Weiding insgesamt 1380 katholische Gläubige einschließlich des Ortes Weiding mit 697, Sägmühle mit zwölf, Schönau mit 401, Kagern mit 64 und Hannesried mit 204 Katholiken. Zum Stichtag 23. März 1913 (Osterfest) lebten auf dem Gebiet der Pfarrei Weiding 1472 Katholiken und zwei Protestanten. Am 31. Dezember 1990 waren es 1215 Katholiken und 62 Nichtkatholiken. Im Jahre 2012 gab es in der Pfarrei Weiding (die nicht identisch ist mit der politischen Gemeinde Weiding, sondern zusätzlich noch die Ortsteile Hannesried, Hannesriedermühle, Kagern und Schönau der Gemeinde Tiefenbach enthält) 823 Katholiken und 166 Nichtkatholiken.
Durch die sinkende Geburtenrate, die Abwanderung besonders der jungen Frauen aus der ohnehin dünn besiedelten Region in die großen Städte und die damit verbundene Überalterung der Bevölkerung sinkt die Einwohnerzahl sehr rasch.
Am Festtag von Christi Himmelfahrt findet eine Wallfahrt von Hannesried zur Schönbrunnen-Kapelle teil, wo ein Feldgottesdienst gefeiert wird. Am 14. Juli findet bei der Schönbrunnen-Kapelle nach einer Bittprozession eine Andacht statt, die an das verheerende Unwetter vom 14. Juli 1956 erinnert.
Pfarrer der Pfarrei Weiding seit 1900 waren:
- 1900 bis 1905 Josef Prasch
- 1905 bis 1920 Josef Köppelle
- 1920 bis 1930 Georg Kiener
- 1930 bis 1935 Sturm
- 1935 bis 1954 Paulinus Fröhlich
- 1954 bis 1959 Josef Bock
- 1959 bis 1974 Franz Xaver Hebauer
- 1974 bis 1991 Michael Reitinger
- 1991 bis 2017 Jan Adrian Łata

### Einwohnerentwicklung
Zwischen 1988 und 2018 sank die Einwohnerzahl von 630 auf 465 um 165 Einwohner bzw. um 26,2 % – der stärkste Einwohnerrückgang im Landkreis im genannten Zeitraum.
Einwohnerentwicklung in der Gemeinde Weiding:
| Jahr      | 1840 | 1871 | 1900 | 1925 | 1939 | 1950 | 1961 | 1970 | 1987 | 1991 | 1995 | 2000 | 2005 | 2010 | 2015 | 2018 | 2023 |
| Einwohner | 845  | 795  | 798  | 732  | 638  | 737  | 628  | 665  | 655  | 640  | 595  | 645  | 614  | 539  | 490  | 463  | 458  |

## Politik
Erster Bürgermeister von Weiding ist Manfred Dirscherl (* 1960). Er wurde erstmals im März 2014 gewählt. Bei der Kommunalwahl am 15. März 2020 wurde er bei einer Wahlbeteiligung von 61,8 Prozent mit 80,0 Prozent der gültigen Stimmen im Amt bestätigt.
Der Gemeinderat besteht aus acht Personen, von denen eine nach der Wahl 2020 eine Frau ist. Alle gehören der Freien Wählergruppe Weiding an.

## Wappen
|  | Blasonierung: „In Blau ein aus einer silbernen Zinnenmauer mit schwarzem Torbogen wachsender, rot gekleideter, golden nimbierter heiliger Nikolaus von Myra, der in der Rechten drei goldene Kugeln und in der Linken einen goldenen Bischofsstab hält.“ |
|  | |

## Sehenswürdigkeiten
- Reste der Burgruine Frauenstein
- Pfarrkirche St. Nikolaus
- Setterlkapelle

Liste der Baudenkmäler in Weiding

## Wirtschaft
Es gab 2020 nach der amtlichen Statistik im produzierenden Gewerbe und im Bereich Handel und Verkehr keine sozialversicherungspflichtig Beschäftigte am Arbeitsort. Sozialversicherungspflichtig Beschäftigte am Wohnort gab es insgesamt 164. Im verarbeitenden Gewerbe gab es sieben Betriebe, im Bauhauptgewerbe keinen Betrieb. Im Jahr 2016 gab es außerdem 18 landwirtschaftliche Betriebe mit einer landwirtschaftlich genutzten Fläche von insgesamt 472 ha, davon waren 238 ha Ackerfläche und 234 ha Dauergrünfläche.

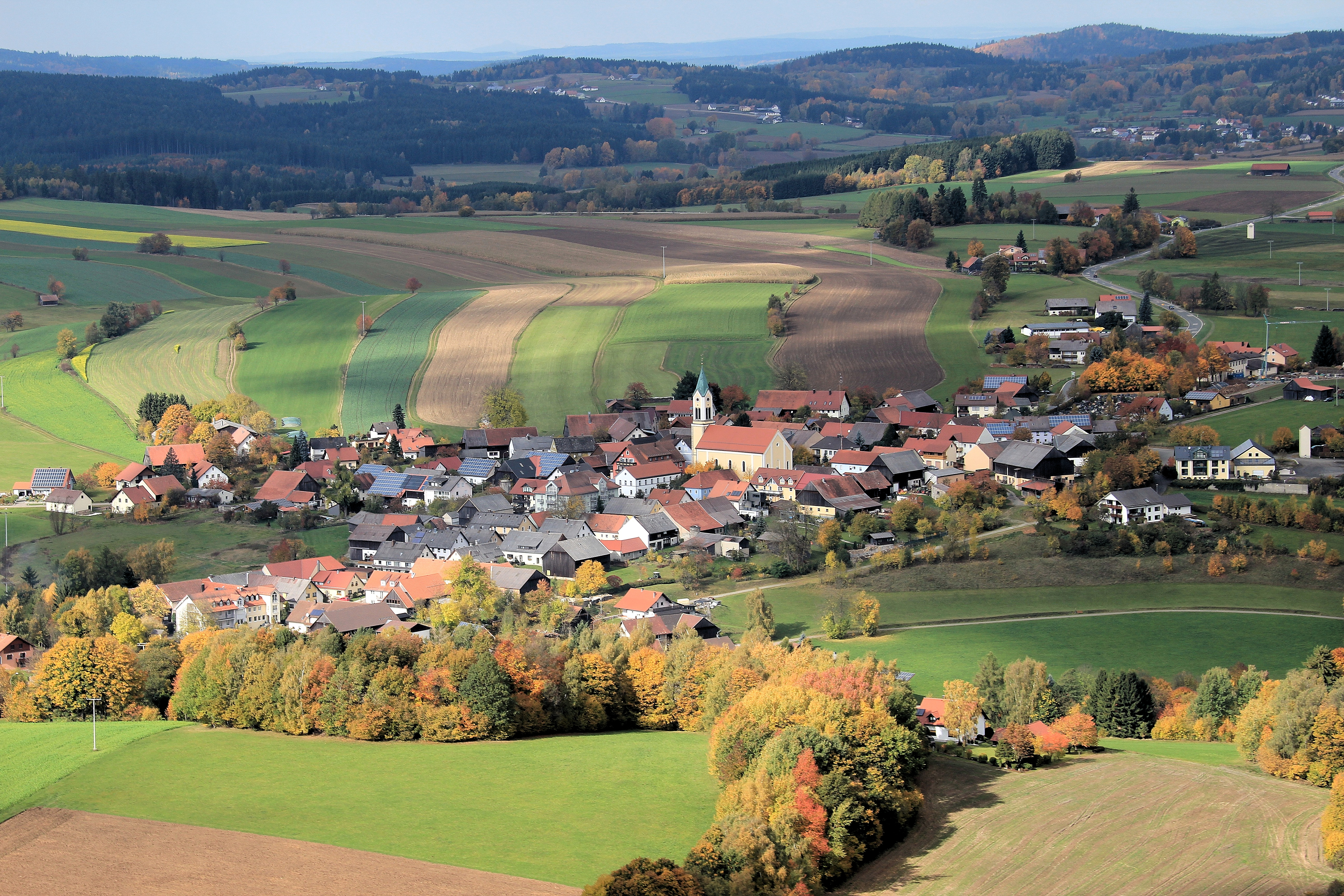
Ortskern Weiding (2017)
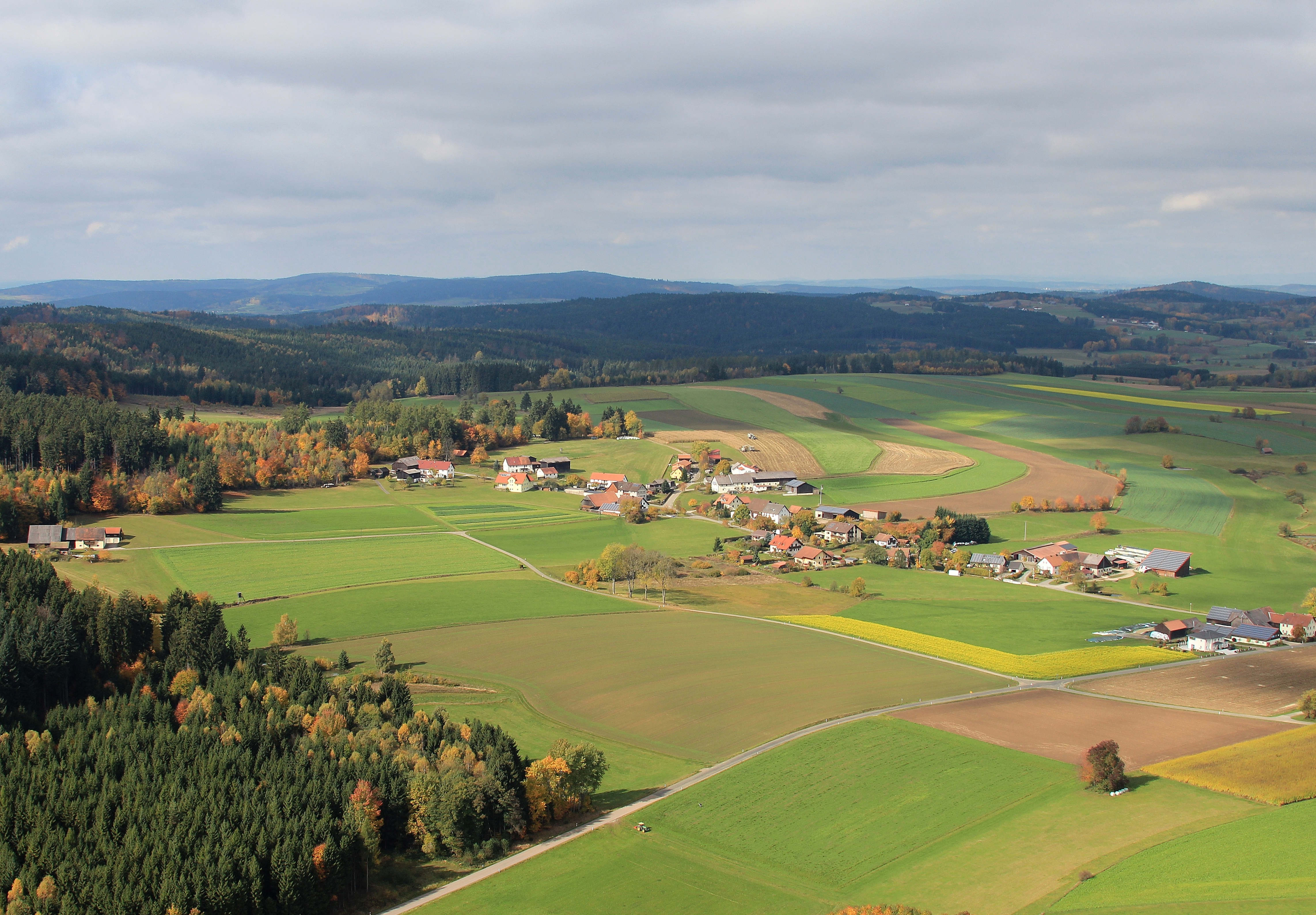
Weiding, Bergstraße (2017)
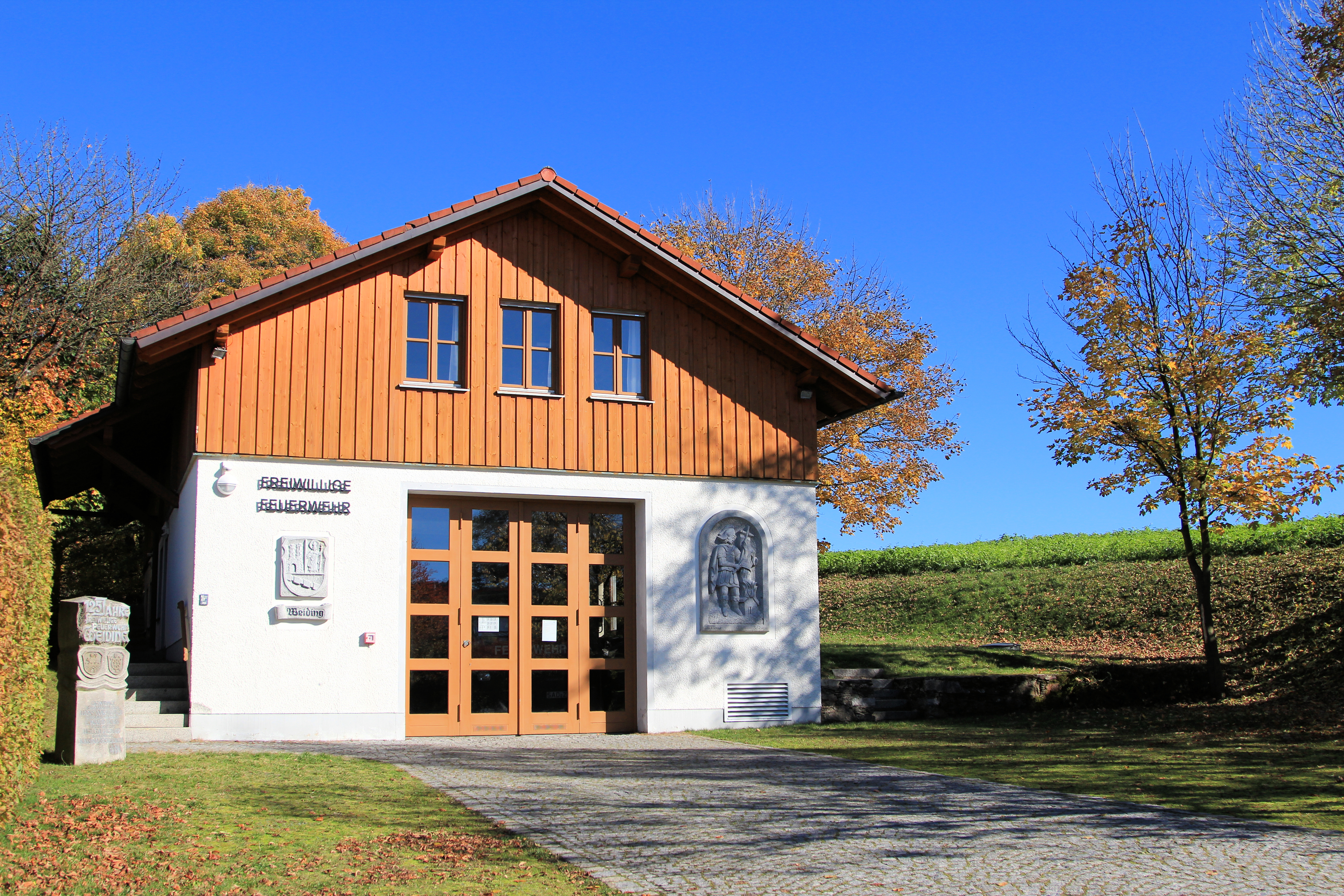
Feuerwehrhaus (2017)
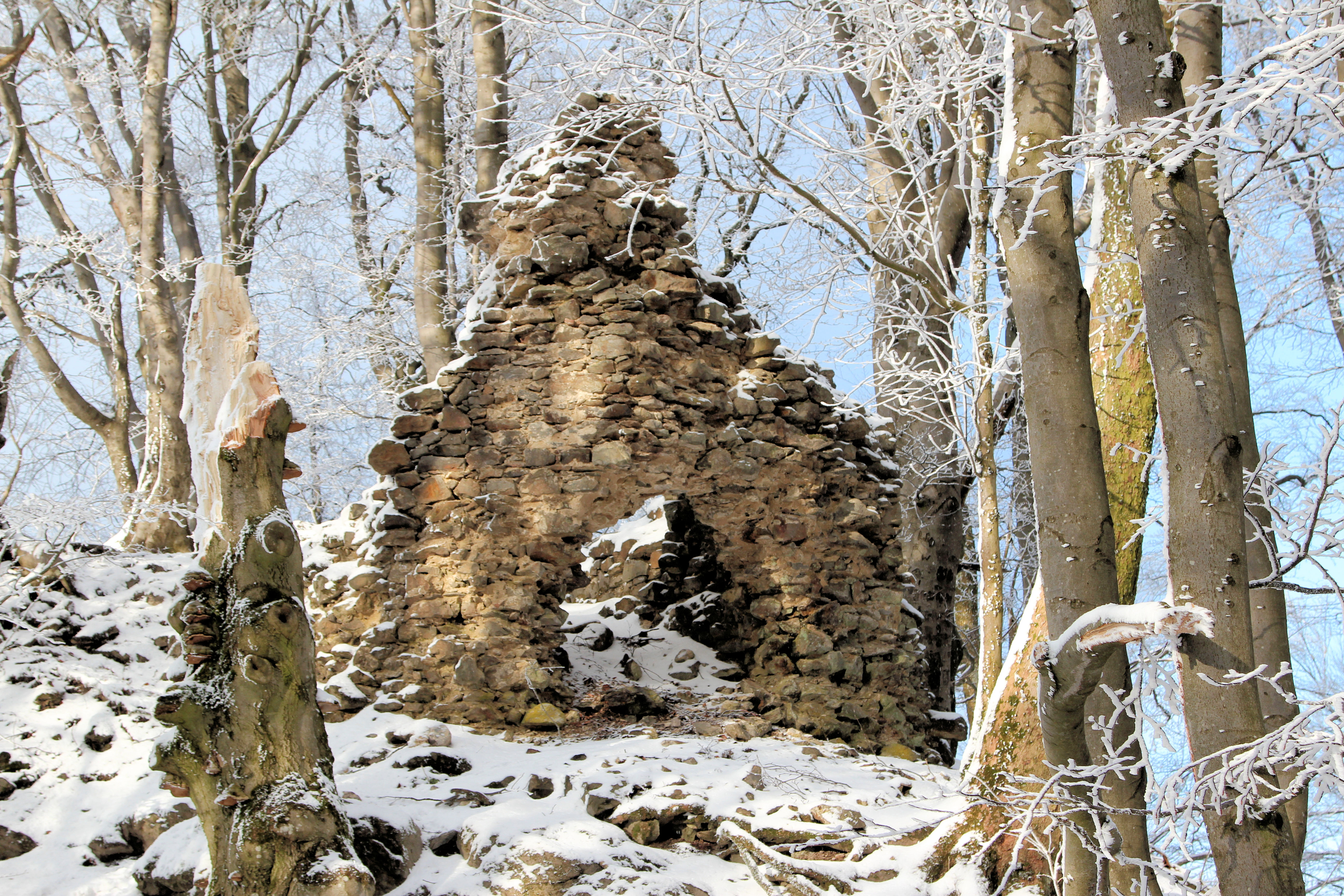
Burgruine Frauenstein (2018)
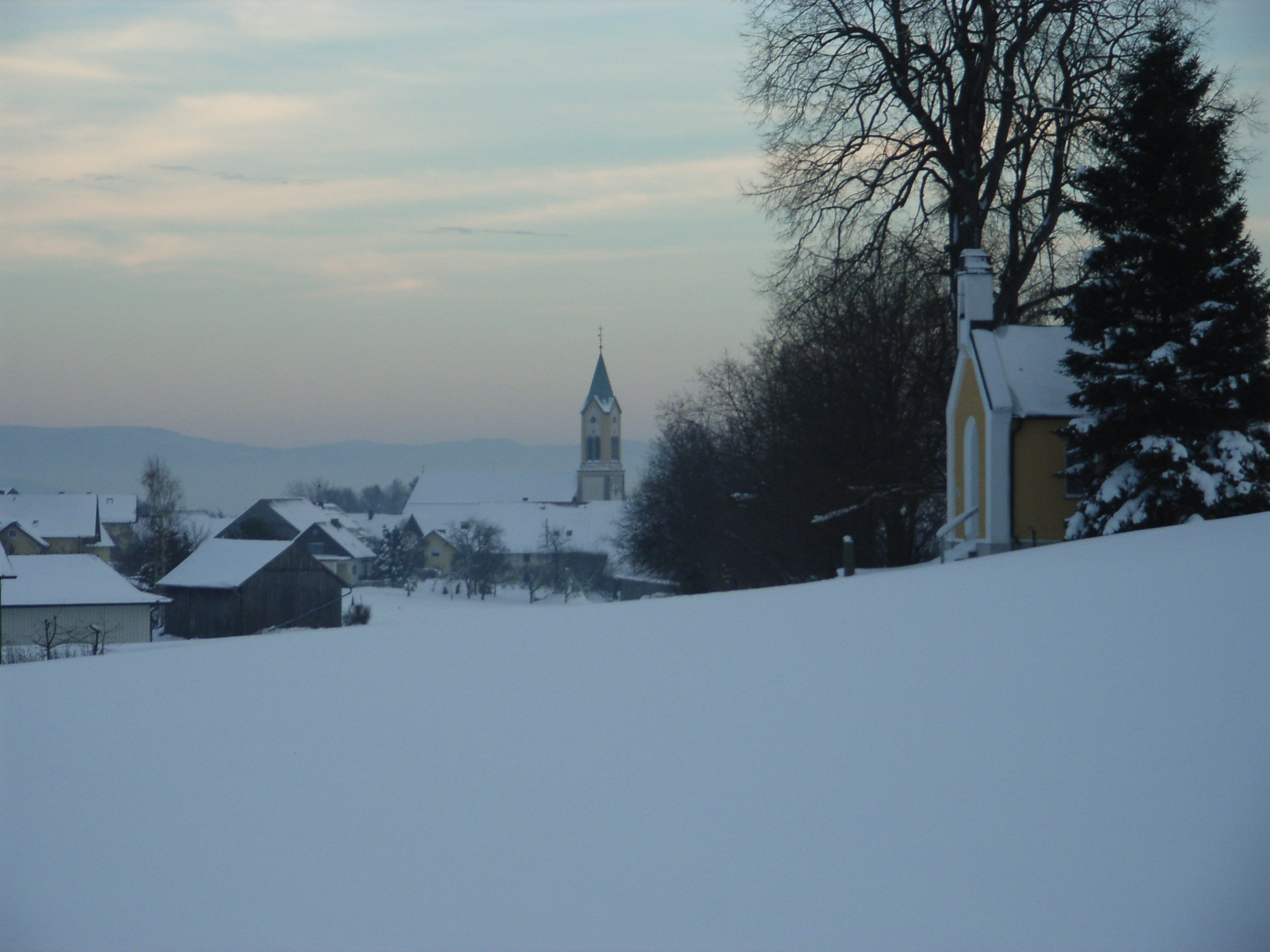
Weiding im Winter (2012), im Vordergrund die Setterlkapelle